# Wes Craven
Wesley Earl (Wes) Craven (Cleveland (Ohio), 2 augustus 1939 – Los Angeles, 30 augustus 2015) was een Amerikaans filmregisseur gespecialiseerd in het maken van horrorfilms.

## Levensloop
Craven begon zijn carrière met twee zeer gewelddadige en onafhankelijk geproduceerde horrorfilms: Last House on the Left (1972) en The Hills Have Eyes (1977). Beide waren echter goedkoop geproduceerde films die alleen bij een select publiek van horrorfanaten in de smaak vielen. A Nightmare on Elm Street uit 1984 betekende Cravens grote doorbraak in Hollywood. Deze film kreeg talloze, door Craven geproduceerde, vervolgen en groeide uit tot de succesvolste horrorfilmreeks aller tijden. In 1996 wist Craven echter zijn eigen record te verbreken met de komische horrorfilm Scream. Deze film kreeg driemaal een vervolg en stootte A Nightmare on Elm Street van de eerste plaats als succesvolste filmreeks ooit.
In 1999 verraste Craven vriend en vijand met het sentimentele melodrama Music of the Heart, een sociaal geëngageerde film waarmee Craven bewees ook iets totaal anders dan horror te kunnen. In 2005 nam hij zijn laatste horrorfilm op, Cursed die zijn naam alle eer aandeed. Nadat de film al half was opgenomen, besloten de producenten dat het verhaal maar opnieuw moest worden geschreven en dus ook opnieuw moest worden opgenomen. Het werd een grote flop, maar later dat jaar liet Craven zien (met Red Eye) dat hij ook met een thriller goed uit de voeten kon.
Craven overleed aan de gevolgen van een hersentumor.

## Filmstijl
De films van Craven kenmerken zich door een perfecte timing en vele goed opgebouwde schokeffecten. Opvallend is dat hij in zijn films een fascinatie toont voor religieus fanatisme en de verloedering van de Amerikaanse maatschappij. In veel van zijn films speelt het verschil tussen droom en werkelijkheid een grote rol.
De films zitten ook bomvol verwijzingen naar andere films. Zo bevat de Scream-trilogie talloze grapjes over andere horrorfilms en speelt New Nightmare (1994) zich af tijdens het maken van een film. Film en werkelijkheid lopen daarbij in elkaar over.

## Filmografie
| Jaar | Titel                                       | Regisseur | Scenarist |
| ---- | ------------------------------------------- | --------- | --------- |
| 1972 | The Last House on the Left                  |           |           |
| 1975 | The Fireworks Woman                         |           |           |
| 1977 | The Hills Have Eyes                         |           |           |
| 1981 | Deadly Blessing                             |           |           |
| 1982 | Swamp Thing                                 |           |           |
| 1984 | The Hills Have Eyes Part II                 |           |           |
| 1984 | A Nightmare on Elm Street                   |           |           |
| 1986 | Deadly Friend                               |           |           |
| 1987 | A Nightmare on Elm Street 3: Dream Warriors |           |           |
| 1988 | The Serpent and the Window                  |           |           |
| 1989 | Shocker                                     |           |           |
| 1991 | The People Under the Stairs                 |           |           |
| 1994 | Wes Craven's New Nightmare                  |           |           |
| 1995 | Vampire in Brooklyn                         |           |           |
| 1996 | Scream                                      |           |           |
| 1997 | Scream 2                                    |           |           |
| 1999 | Music of the Heart                          |           |           |
| 2000 | Scream 3                                    |           |           |
| 2005 | Cursed                                      |           |           |
| 2005 | Red Eye                                     |           |           |
| 2006 | Pulse                                       |           |           |
| 2006 | Paris, je t'aime                            |           |           |
| 2007 | The Hills Have Eyes 2                       |           |           |
| 2010 | My Soul to Take                             |           |           |
| 2011 | Scream 4                                    |           |           |

## Televisie
Hoewel Craven vooral bekendstaat als filmregisseur, regisseerde hij ook vele afleveringen van The New Twilight Zone in de jaren tachtig. Deze televisiereeks was geënt op de serie The Twilight Zone.